# Liste der Nummer-eins-Hits in Deutschland (1998)
Diese Liste enthält alle Nummer-eins-Hits in Deutschland im Jahr 1998. Es gab in diesem Jahr zehn Nummer-eins-Singles und 18 Nummer-eins-Alben.
Die Single- und Albumcharts wurden von Media Control wöchentlich zusammengestellt. Sie berücksichtigten die Verkäufe von Montag bis Samstag einer Woche. Offizieller Veröffentlichungstermin war jeweils der Montag zehn Tage nach dem Ende des Wertungszeitraumes.

## Singles
| ← 1997 ← | Liste der Nummer-eins-Hits in Deutschland | Liste der Nummer-eins-Hits in Deutschland | Liste der Nummer-eins-Hits in Deutschland | 1999 →                    |
| \| Zeitraum \| Wo. ges. \| Interpret \| Titel Autor(en) \| Zusätzliche Informationen \| \| (Zeitraum, Wochen auf Platz eins, Interpret, Titel, Autor[en], zusätzliche Informationen) \| \| \| \| \| \| ----------------------------------------------------------------------------------------- \| -------- \| --------------------------------------- \| -------------------------------------------------------------------------------------------------------------------------------------------------------- \| ------------------------- \| \| 22. Dezember 1997 – 1. Februar 1998 6 Wochen \| 6 \| Run-D.M.C. vs. Jason Nevins \| It’s Like That Lawrence Smith, Joseph Ward Simmons, Darryl Matthews McDaniels \| – \| \| 2. Februar 1998 – 3. Mai 1998 13 Wochen \| 13 \| Céline Dion \| My Heart Will Go On Will Jennings, James Horner \| – \| \| 4. Mai 1998 – 28. Juni 1998 8 Wochen \| 8 \| Die Ärzte \| Ein Schwein namens Männer Farin Urlaub \| – \| \| 29. Juni 1998 – 26. Juli 1998 4 Wochen \| 4 \| Ricky Martin \| La copa de la vida / The Cup of Life Musik: Desmond Child, Ian Blake; Text: Desmond Child \| – \| \| 27. Juli 1998 – 2. August 1998 1 Woche \| 1 \| Pras Michel feat. ODB & introducing Mýa \| Ghetto Supastar (That Is What You Are) Nel Wyclef Jean, Samuel Prakazrel Michel, Russell T. Jones, Barry Alan Gibb, Robin Hugh Gibb, Maurice Ernest Gibb \| – \| \| 3. August 1998 – 13. September 1998 6 Wochen \| 6 \| Loona \| Bailando Musik: Patrick Samoy; Text: Patrick Samoy, Marísa Isabel García Asensio \| – \| \| 14. September 1998 – 11. Oktober 1998 4 Wochen \| 4 \| Aerosmith \| I Don’t Want to Miss a Thing Diane Eve Warren \| – \| \| 12. Oktober 1998 – 29. November 1998 7 Wochen \| 7 \| Oli.P \| Flugzeuge im Bauch Herbert Grönemeyer \| – \| \| 30. November 1998 – 27. Dezember 1998 4 Wochen \| 4 \| Cher \| Believe Brian Thomas Higgins, Paul Michael Barry, Steve Torch \| – \| \| 28. Dezember 1998 – 17. Januar 1999 3 Wochen \| 3 \| Loona \| Hijo de la luna José María Cano Andrés \| – \| |                                           |                                           | |                           |
| ← 1997 |                                           |                                           | | → 1999 →                  |
| Zeitraum | Wo. ges.                                  | Interpret                                 | Titel Autor(en) | Zusätzliche Informationen |
| (Zeitraum, Wochen auf Platz eins, Interpret, Titel, Autor[en], zusätzliche Informationen) |                                           |                                           | |                           |
| 22. Dezember 1997 – 1. Februar 1998 6 Wochen | 6                                         | Run-D.M.C. vs. Jason Nevins               | It’s Like That Lawrence Smith, Joseph Ward Simmons, Darryl Matthews McDaniels                                                                            | –                         |
| 2. Februar 1998 – 3. Mai 1998 13 Wochen | 13                                        | Céline Dion                               | My Heart Will Go On Will Jennings, James Horner | –                         |
| 4. Mai 1998 – 28. Juni 1998 8 Wochen | 8                                         | Die Ärzte                                 | Ein Schwein namens Männer Farin Urlaub | –                         |
| 29. Juni 1998 – 26. Juli 1998 4 Wochen | 4                                         | Ricky Martin                              | La copa de la vida / The Cup of Life Musik: Desmond Child, Ian Blake; Text: Desmond Child                                                                | –                         |
| 27. Juli 1998 – 2. August 1998 1 Woche | 1                                         | Pras Michel feat. ODB & introducing Mýa   | Ghetto Supastar (That Is What You Are) Nel Wyclef Jean, Samuel Prakazrel Michel, Russell T. Jones, Barry Alan Gibb, Robin Hugh Gibb, Maurice Ernest Gibb | –                         |
| 3. August 1998 – 13. September 1998 6 Wochen | 6                                         | Loona                                     | Bailando Musik: Patrick Samoy; Text: Patrick Samoy, Marísa Isabel García Asensio                                                                         | –                         |
| 14. September 1998 – 11. Oktober 1998 4 Wochen | 4                                         | Aerosmith                                 | I Don’t Want to Miss a Thing Diane Eve Warren | –                         |
| 12. Oktober 1998 – 29. November 1998 7 Wochen | 7                                         | Oli.P                                     | Flugzeuge im Bauch Herbert Grönemeyer | –                         |
| 30. November 1998 – 27. Dezember 1998 4 Wochen | 4                                         | Cher                                      | Believe Brian Thomas Higgins, Paul Michael Barry, Steve Torch                                                                                            | –                         |
| 28. Dezember 1998 – 17. Januar 1999 3 Wochen | 3                                         | Loona                                     | Hijo de la luna José María Cano Andrés | –                         |

## Alben
| ← 1997 ← | Liste der Nummer-eins-Alben in Deutschland | Liste der Nummer-eins-Alben in Deutschland | Liste der Nummer-eins-Alben in Deutschland | 1999 →                    |
| \| Zeitraum \| Wo. ges. \| Interpret \| Titel \| Zusätzliche Informationen \| \| (Zeitraum, Wochen auf Platz eins, Interpret, Titel, zusätzliche Informationen) \| \| \| \| \| \| ------------------------------------------------------------------------------ \| -------- \| --------------------------- \| -------------------------------------- \| ------------------------- \| \| 22. Dezember 1997 – 1. Februar 1998 6 Wochen \| 6 \| Céline Dion \| Let’s Talk About Love \| – \| \| 2. Februar 1998 – 15. Februar 1998 2 Wochen \| 2 \| Pur \| Mächtig viel Theater \| – \| \| 16. Februar 1998 – 15. März 1998 4 Wochen \| 4 \| (Soundtrack / James Horner) \| Titanic: Music from the Motion Picture \| – \| \| 16. März 1998 – 12. April 1998 4 Wochen (insgesamt 6) \| 6 \| Madonna \| Ray of Light \| – \| \| 13. April 1998 – 3. Mai 1998 3 Wochen (insgesamt 5) \| 5 \| Modern Talking \| Back for Good \| – \| \| 4. Mai 1998 – 17. Mai 1998 2 Wochen \| 2 \| Herbert Grönemeyer \| Bleibt alles anders \| – \| \| 18. Mai 1998 – 31. Mai 1998 2 Wochen (insgesamt 5) \| 5 \| Modern Talking \| Back for Good \| – \| \| 1. Juni 1998 – 7. Juni 1998 1 Woche \| 1 \| Simply Red \| Blue \| – \| \| 8. Juni 1998 – 19. Juli 1998 6 Wochen \| 6 \| Die Ärzte \| 13 \| – \| \| 20. Juli 1998 – 9. August 1998 3 Wochen \| 3 \| Beastie Boys \| Hello Nasty \| – \| \| 10. August 1998 – 30. August 1998 3 Wochen \| 3 \| (Soundtrack) \| Stadt der Engel \| – \| \| 31. August 1998 – 20. September 1998 3 Wochen (insgesamt 8) \| 8 \| Westernhagen \| Radio Maria \| – \| \| 21. September 1998 – 27. September 1998 1 Woche \| 1 \| Böhse Onkelz \| Viva los tioz \| – \| \| 28. September 1998 – 11. Oktober 1998 2 Wochen (insgesamt 8) \| 8 \| Westernhagen \| Radio Maria \| – \| \| 12. Oktober 1998 – 18. Oktober 1998 1 Woche \| 1 \| Depeche Mode \| Singles 86–98 \| – \| \| 19. Oktober 1998 – 8. November 1998 3 Wochen \| 3 \| Wolfgang Petry \| Einfach geil \| – \| \| 9. November 1998 – 15. November 1998 1 Woche \| 1 \| R.E.M. \| Up \| – \| \| 16. November 1998 – 22. November 1998 1 Woche \| 1 \| Alanis Morissette \| Supposed Former Infatuation Junkie \| – \| \| 23. November 1998 – 6. Dezember 1998 2 Wochen (insgesamt 3) \| 3 \| U2 \| The Best of 1980–1990 \| – \| \| 7. Dezember 1998 – 13. Dezember 1998 1 Woche \| 1 \| Metallica \| Garage Inc. \| – \| \| 14. Dezember 1998 – 20. Dezember 1998 1 Woche (insgesamt 3) \| 3 \| U2 \| The Best of 1980–1990 \| – \| \| 21. Dezember 1998 – 10. Januar 1999 3 Wochen (insgesamt 8) \| 8 \| Westernhagen \| Radio Maria \| – \| |                                            |                                            |                                            |                           |
| ← 1997 |                                            |                                            |                                            | → 1999 →                  |
| Zeitraum | Wo. ges.                                   | Interpret                                  | Titel                                      | Zusätzliche Informationen |
| (Zeitraum, Wochen auf Platz eins, Interpret, Titel, zusätzliche Informationen) |                                            |                                            |                                            |                           |
| 22. Dezember 1997 – 1. Februar 1998 6 Wochen | 6                                          | Céline Dion                                | Let’s Talk About Love                      | –                         |
| 2. Februar 1998 – 15. Februar 1998 2 Wochen | 2                                          | Pur                                        | Mächtig viel Theater                       | –                         |
| 16. Februar 1998 – 15. März 1998 4 Wochen | 4                                          | (Soundtrack / James Horner)                | Titanic: Music from the Motion Picture     | –                         |
| 16. März 1998 – 12. April 1998 4 Wochen (insgesamt 6) | 6                                          | Madonna                                    | Ray of Light                               | –                         |
| 13. April 1998 – 3. Mai 1998 3 Wochen (insgesamt 5) | 5                                          | Modern Talking                             | Back for Good                              | –                         |
| 4. Mai 1998 – 17. Mai 1998 2 Wochen | 2                                          | Herbert Grönemeyer                         | Bleibt alles anders                        | –                         |
| 18. Mai 1998 – 31. Mai 1998 2 Wochen (insgesamt 5) | 5                                          | Modern Talking                             | Back for Good                              | –                         |
| 1. Juni 1998 – 7. Juni 1998 1 Woche | 1                                          | Simply Red                                 | Blue                                       | –                         |
| 8. Juni 1998 – 19. Juli 1998 6 Wochen | 6                                          | Die Ärzte                                  | 13                                         | –                         |
| 20. Juli 1998 – 9. August 1998 3 Wochen | 3                                          | Beastie Boys                               | Hello Nasty                                | –                         |
| 10. August 1998 – 30. August 1998 3 Wochen | 3                                          | (Soundtrack)                               | Stadt der Engel                            | –                         |
| 31. August 1998 – 20. September 1998 3 Wochen (insgesamt 8) | 8                                          | Westernhagen                               | Radio Maria                                | –                         |
| 21. September 1998 – 27. September 1998 1 Woche | 1                                          | Böhse Onkelz                               | Viva los tioz                              | –                         |
| 28. September 1998 – 11. Oktober 1998 2 Wochen (insgesamt 8) | 8                                          | Westernhagen                               | Radio Maria                                | –                         |
| 12. Oktober 1998 – 18. Oktober 1998 1 Woche | 1                                          | Depeche Mode                               | Singles 86–98                              | –                         |
| 19. Oktober 1998 – 8. November 1998 3 Wochen | 3                                          | Wolfgang Petry                             | Einfach geil                               | –                         |
| 9. November 1998 – 15. November 1998 1 Woche | 1                                          | R.E.M.                                     | Up                                         | –                         |
| 16. November 1998 – 22. November 1998 1 Woche | 1                                          | Alanis Morissette                          | Supposed Former Infatuation Junkie         | –                         |
| 23. November 1998 – 6. Dezember 1998 2 Wochen (insgesamt 3) | 3                                          | U2                                         | The Best of 1980–1990                      | –                         |
| 7. Dezember 1998 – 13. Dezember 1998 1 Woche | 1                                          | Metallica                                  | Garage Inc.                                | –                         |
| 14. Dezember 1998 – 20. Dezember 1998 1 Woche (insgesamt 3) | 3                                          | U2                                         | The Best of 1980–1990                      | –                         |
| 21. Dezember 1998 – 10. Januar 1999 3 Wochen (insgesamt 8) | 8                                          | Westernhagen                               | Radio Maria                                | –                         |

## Jahreshitparaden
| ← 1997 ← | Liste der Jahres-Nummer-eins-Hits in Deutschland | Liste der Jahres-Nummer-eins-Hits in Deutschland                   | Liste der Jahres-Nummer-eins-Hits in Deutschland | 1999 →   |
| \| Singles \| Position# \| Alben \| \| --------------------------------------------------------------------------------------------------------- \| --------- \| ------------------------------------------------------------------ \| \| My Heart Will Go On Céline Dion Will Jennings, James Horner \| 1 \| Titanic: Music from the Motion Picture (Soundtrack / James Horner) \| \| Flugzeuge im Bauch Oli.P Herbert Grönemeyer \| 2 \| Let’s Talk About Love Céline Dion \| \| Ein Schwein namens Männer Die Ärzte Farin Urlaub \| 3 \| Back for Good Modern Talking \| \| Out of the Dark Falco Thorsten Börger \| 4 \| Ray of Light Madonna \| \| Alane Wes Musik: Michel Eugene Raymond Sanchez; Text: Wes Madiko \| 5 \| Eros Eros Ramazzotti \| \| It’s Like That Run-D.M.C. vs. Jason Nevins Lawrence Smith, Joseph Ward Simmons, Darryl Matthews McDaniels \| 6 \| Mächtig viel Theater Pur \| \| Stand by Me 4 the Cause Ben E. King, Jerry Leiber, Mike Stoller \| 7 \| Radio Maria Westernhagen \| \| Die Flut Witt / Heppner Peter Heppner, Joachim Richard Carl Witt \| 8 \| Bleibt alles anders Herbert Grönemeyer \| \| Bailando Loona Musik: Patrick Samoy; Text: Patrick Samoy, Marísa Isabel García Asensio \| 9 \| Out of the Dark (Into the Light) Falco \| \| Immortality Céline Dion with the Bee Gees Maurice Ernest Gibb, Robin Hugh Gibb, Barry Alan Gibb \| 10 \| 13 Die Ärzte \| |                                                  |                                                                    |                                                  |          |
| ← 1997 |                                                  |                                                                    |                                                  | → 1999 → |
| Singles | Position#                                        | Alben                                                              |                                                  |          |
| My Heart Will Go On Céline Dion Will Jennings, James Horner | 1                                                | Titanic: Music from the Motion Picture (Soundtrack / James Horner) |                                                  |          |
| Flugzeuge im Bauch Oli.P Herbert Grönemeyer | 2                                                | Let’s Talk About Love Céline Dion                                  |                                                  |          |
| Ein Schwein namens Männer Die Ärzte Farin Urlaub | 3                                                | Back for Good Modern Talking                                       |                                                  |          |
| Out of the Dark Falco Thorsten Börger | 4                                                | Ray of Light Madonna                                               |                                                  |          |
| Alane Wes Musik: Michel Eugene Raymond Sanchez; Text: Wes Madiko | 5                                                | Eros Eros Ramazzotti                                               |                                                  |          |
| It’s Like That Run-D.M.C. vs. Jason Nevins Lawrence Smith, Joseph Ward Simmons, Darryl Matthews McDaniels | 6                                                | Mächtig viel Theater Pur                                           |                                                  |          |
| Stand by Me 4 the Cause Ben E. King, Jerry Leiber, Mike Stoller | 7                                                | Radio Maria Westernhagen                                           |                                                  |          |
| Die Flut Witt / Heppner Peter Heppner, Joachim Richard Carl Witt | 8                                                | Bleibt alles anders Herbert Grönemeyer                             |                                                  |          |
| Bailando Loona Musik: Patrick Samoy; Text: Patrick Samoy, Marísa Isabel García Asensio | 9                                                | Out of the Dark (Into the Light) Falco                             |                                                  |          |
| Immortality Céline Dion with the Bee Gees Maurice Ernest Gibb, Robin Hugh Gibb, Barry Alan Gibb | 10                                               | 13 Die Ärzte                                                       |                                                  |          |